# Kanton Beaumont-du-Périgord
Kanton Beaumont-du-Périgord (francouzsky Canton de Beaumont-du-Périgord) je francouzský kanton v departementu Dordogne v regionu Akvitánie. Tvoří ho 12 obcí.

## Obce kantonu
- Bayac
- Beaumont-du-Périgord
- Bourniquel
- Labouquerie
- Monsac
- Montferrand-du-Périgord
- Naussannes
- Nojals-et-Clotte
- Rampieux
- Saint-Avit-Sénieur
- Sainte-Croix
- Sainte-Sabine-Born